# Hamnkopplan
Hamnkopplan är en ö i Finland. Den ligger i Finska viken och i kommunen Esbo i den ekonomiska regionen  Helsingfors i landskapet Nyland, i den södra delen av landet. Ön ligger omkring 14 kilometer sydväst om Helsingfors.
Öns area är 6,8 hektar och dess största längd är 380 meter i sydväst-nordöstlig riktning. Ön höjer sig omkring 20 meter över havsytan.